# Garden City (Texas)
Pour les articles homonymes, voir Garden City.
La communauté non incorporée de Garden City est le siège du comté de Glasscock, dans l’État du Texas, aux États-Unis. Sa population s’élevait à 334 habitants lors du recensement des États-Unis de 2010.

## Source
- (en) Cet article est partiellement ou en totalité issu de l’article de Wikipédia en anglais intitulé « Garden City, Texas » (voir la liste des auteurs).